# Gustave Leroy
Pour les articles homonymes, voir Leroy.
Gustave Leroy (né le 6 octobre 1818 à Paris où il est mort le 14 avril 1860) est un poète, chansonnier, compositeur et goguettier français.
Il fut membre de la célèbre goguette des Animaux, fondée et dirigée par Charles Gille.
Ce dernier, Charles Colmance et Gustave Leroy étaient à une époque les plus fameux goguettiers de leur temps.

## Biographie
Eugène Baillet écrit en 1879 :

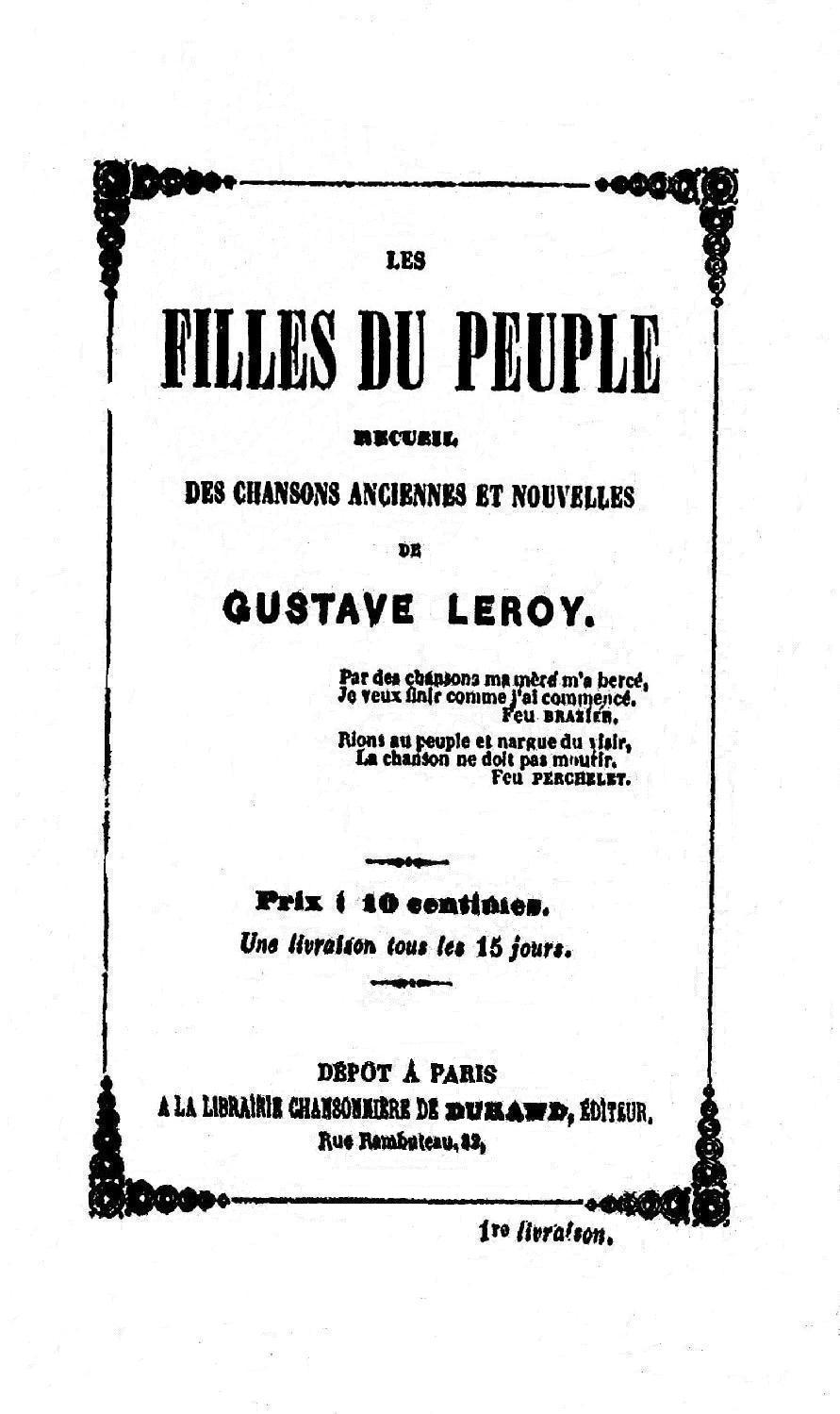
Un recueil de chansons de Gustave Leroy paru en 1851.

Ce chansonnier fut incontestablement un des plus populaires de notre temps. De 1842 à 1860, les guinguettes, les ateliers et la rue retentirent de ses refrains.
C'est en 1843 que je vis Gustave Leroy pour la première fois. C'était un beau garçon de 25 ans, de taille moyenne ; une moustache roussâtre, soigneusement peignée, ornait son visage brun, encadré de cheveux châtains qui touchaient ses épaules; son œil bleu et doux ne s'allumait que quand il chantait. Sa voix était un peu sourde, mais il tirait parti de ce défaut et s'en servait pour produire des effets ; nul ne tirait parti de ses chansons comme lui ; il scandait bien ses vers et soulignait admirablement. Gustave Leroy fréquentait assidûment les sociétés chantantes de Belleville et de Ménilmontant, où il n'apparaissait qu'en habit, ce qui était d'autant plus remarquable que les ouvriers de ce temps-là portaient presque tous la blouse, même le dimanche. Il était alors ouvrier brossier ; la poésie n'était pour lui qu'une distraction, bien qu'il l'aimât passionnément ; jamais il n'avait fait imprimer une ligne. Il mettait en couplets les sujets les plus variés, mais pas de chanson sans une pointe politique; on sentait qu'il y avait là une nature, un tempérament de vrai chansonnier populaire. Une seule chanson de lui avait été livrée au public, mais sans son consentement, ce qui ne l'empêchait pas d'être chantée partout ; elle se nommait la Petite Javotte :
A la pauvr' Javotte
Jetez quelques sous
Et sa p'tite marmotte
Va sauter d'vant vous.
Les chansons de ce poète-ouvrier étaient déjà ce qu'elles ont presque toujours été depuis : beaucoup de vers très prosaïques, des idées communes, mais tout à coup un trait flamboyant, un trait de génie sort de ce fatras, vous empoigne et révèle le poète. Une société que ce jeune chansonnier ne  manquait jamais de visiter, c'était les Amis de la Vigne, une goguette située sur la chaussée Ménilmontant. On ne buvait pas là plus qu'ailleurs, mais il est d'usage que la goguette doit s'abriter sous un titre joyeux ou vinicole.
Le président de cette société était un fanatique de Gustave Leroy ; il s'appelait Delort, bon enfant et ouvrier laborieux qui, pendant toute la semaine, abdiquait sa petite royauté du dimanche dans un atelier de fondeur, où il avait pour compagnon d'établi un ami de la chanson nommé Renard, qu'il amenait parfois avec lui et qui devait un jour devenir le sympathique ténor qui a signé tant de jolies musiques : Renard de l'Opéra.
Ce qu'on nomme une goguette aujourd'hui ne donne guère l'idée de ce qu'on appelait du même nom en 1843. Le piano qui, de nos jours, trône dans ces réunions et fait les délices des jeunes barytons tirés à quatre épingles, était absolument inconnu de la gent goguettière, ainsi que la danse. On venait à la goguette pour la chanson; le goguettier l'aimait joyeuse ou sérieuse, et quand Gustave Leroy, qui était un de ses dignes représentants, apparaissait dans le sanctuaire, de chaleureux applaudissements saluaient son entrée ; on se pressait autour de lui, un ami lui tendait affectueusement la main, tandis qu'un autre la lui saisissait, vingt places lui étaient offertes de tous les coins de la salle ; heureux celui de qui il acceptait un tabouret et un verre !
Gustave paraissait toujours heureux de ces bienveillants accueils ; il avait un mot affectueux et un sourire pour répondre à chacun. Après avoir donné une poignée de main au père, une autre à deux mains à la maman, il embrassait les enfants qu'il aimait beaucoup. Gustave Leroy était le dieu le plus fêté de ces temples de la chanson. Pourquoi ? C'est que cet homme avait touché juste la note qu'il fallait faire entendre à son entourage. Son public, c'était l'ouvrier, mais il faut bien remarquer que l'ouvrier qui préférait la goguette, c'est-à-dire le cabaret où l'on chante au simple cabaret où l'on ne fait que boire, celui-là était déjà l'ouvrier intelligent et penseur.
À cette époque, peu éloignée de la nôtre, sous le règne de Louis-Philippe, la presse était loin d'avoir cette extension qu'elle a prise depuis quelques années et qui fournit chaque jour la nourriture intellectuelle à des milliers de travailleurs en faisant pénétrer la lumière dans leurs têtes et dans leurs consciences. Aussi quand la chanson, comme celle de Gustave Leroy, qui traduisait en couplets historiques, critiques ou philosophiques, les idées qui vivaient dans l'air, se faisait entendre, le succès était assuré. — Il y avait certainement là de la politique faite un peu à la diable, mais tout cela éveillait les idées et dans les fusils des plébéiens dont les balles, trouèrent les fenêtres des Tuileries, en février 1848, il y avait des bourres faites avec les chansons de Gustave Leroy.
Parmi les chansons de cette époque (1843-44-45) avec lesquelles il remuait la foule, je citerai le Chemin de la Postérité :
Brise, Momus, ton vieux tambour de basque,
Puisque l'auteur n'a plus le droit enfin
De se glisser entre l'homme et le masque,
Postérité, je quitte ton chemin.
L'Ouvrier, une bien mauvaise chose qui n'en montait pas moins les têtes, ainsi que Ma Pauvreté, Les petits enfants, chanson devenue très-populaire :
Vous grandirez, les récits de vos pères
De liberté parfumeront vos goûts ;
Restez petits, les rois, les dignitaires
N'auront pas droit sur vos frêles joujoux.
La Liberté, bienfait si vrai, si tendre,
Sert d'échafaud à quelques étourdis.
Ah ! pour l'aimer et ne pas la comprendre,
Gentils enfants, restez toujours petits. ;
La Fête des martyrs obtenait toujours des bis nombreux, surtout à ce couplet :
Quand Saint-Merri fut témoin de la lutte
Où figuraient et noble et plébéien,
De nos héros on prévoyait la chute,
Ils étaient pris les armes à la main.
Par Saint-Michel la mort fut remplacée,
Pauvres martyrs, créez des droits nouveaux,
Vos chants fuiront au travers des barreaux.
On ne met pas de chaîne à la pensée !
Muse de deuil, reprends tes souvenirs.
C'est aujourd'hui la fête des martyrs !
Les Droits du Citoyen, chanson qui n'a jamais été imprimée, les Brebis :
Ah ! revenez, femmes prostituées,
Dont la paresse empoisonna les sens,
Par le plaisir vos âmes sont tuées
Et vos baisers semblent avilissants ;
Pour l'avenir, épargnez-vous des larmes,
Vos blanches dents perdront leur vif émail,
Avant que l'âge ait soufflé sur vos charmes,
Pauvres brebis, revenez au bercail.
La Bataille de Fleurus, les Rendez-vous, où l'auteur déployait ainsi son drapeau :
Nous n'avons pas de ces gens à bravades
Fiers d'un honneur qui ne fut point prouvé,
Nous sommes tous enfants des barricades,
Tous nous savons ce que pèse un pavé !
Puis, entre-temps de chansons politiques, des chansons joyeuses : Manette la Flamande, le Mariage de Maclou, la Fête des démons, les Farfadets. Les musiques de ces deux dernières sont aussi remarquables que populaires; elles sont de Gustave Leroy qui en a fait beaucoup d'autres.
Gustave Leroy, je l'ai dit, était alors ouvrier, mais le succès le poussant, l'idée lui vint de vivre de ses œuvres littéraires. Une mauvaise chanson, la Lionne,
Lionne, défend tes petits...
qu'il fit lithographier sur feuille volante, se rendit à plus de vingt mille exemplaires ; cela l'encouragea. Il publia bientôt, sur le même modèle, le Quatorze Juillet, les Morts, pièce vigoureuse, où l'auteur dit, en parlant, des morts de juillet :
Ils s'écrieraient : « Rendez-nous les lambeaux
Dont, en juillet, on vous a fait l'aumône,
Avec nos os on a calé le trône !
Ah ! si les morts sortaient de leurs tombeaux !
Puis, le plus grand de ses succès, l'Entrée aux Tuileries :
Pauvre ouvrier, vous n'avez qu'une blouse,
On n'entre pas dans le palais des rois !
Il y a dans cette chanson un couplet bonapartiste; cela faisait très-bien alors ; la gloire, vue de loin, est toujours séduisante, et le pauvre peuple qui aime tous les héros, dit Béranger, oubliait de quel prix il avait payé quelques brins de laurier.
Lorsqu'arriva 1848, Gustave Leroy se livra corps et âme à Durand, un ouvrier intelligent qui venait de se faire éditeur. Durand ne marchandait pas la gloire à son auteur ; il proclamait haut et partout que c'était un nouveau Béranger. Encore ajoutait-il dans sa naïveté : Béranger n'a jamais rien fait de pareil à sa dernière ! C'était vrai. Durand faisait alors afficher les chansons de son Béranger sur les murs de Paris. Le papier était rouge et mesurait bien un mètre carré ; cette propagande lui valut un accroissement considérable de popularité. Gustave Leroy était alors fabricant de chansons.
Au lendemain des affaires de juin 48, le chansonnier qui avait combattu du côté des vaincus, poussa, comme un rugissement sortant des tombes à peine recouvertes, ce cri de revendication : les Soldats du désespoir : 

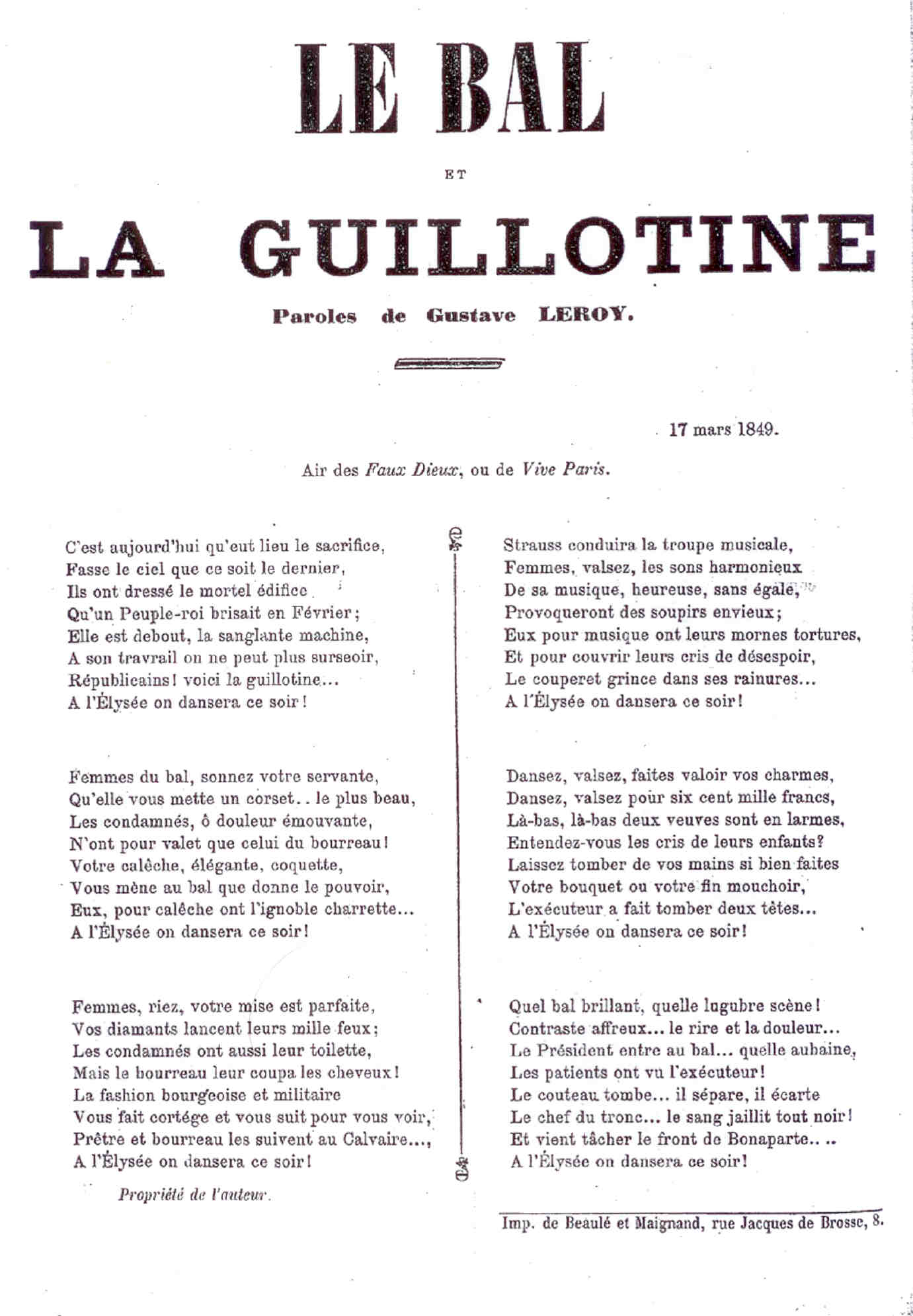
La chanson éditée en feuille volante qui amena la condamnation de Gustave Leroy à l'amende et la prison en 1849.

Quand gronde au loin la tourmente,
L'exploiteur peut se mouvoir,
Car la faim enrégimente
Les soldats du désespoir.
Les orphelins vous maudissent,
Vous auriez dû le prévoir,
Ils ont des fils qui grandissent
Les soldats du désespoir.
Tout cela est écrit comme ça peut, mais il y a la note particulière de l'auteur;
En 1849, Leroy publia lui-même, n'ayant pas trouvé d'éditeur, Le Bal et la Guillotine. Le parquet de M. Bonaparte ne trouva pas l'œuvre de son goût et condamna son auteur, en cour d'assises, à 300 fr. d'amende et six mois de prison, qu'il fit aux Madelonnettes. On donne en fac-similé, dans le présent numéro, cette chanson comme une curiosité du temps ; elle n'a jamais été réimprimée.
Gustave Leroy était d'une nature très-douce et aussi inoffensive que ses vers étaient rugueux. L'homme était même chez lui très-faible, facile à entraîner. Ses chansons, malgré leur popularité, ne l'ont pas empêché de vivre continuellement dans un état voisin de la misère. Il avait perdu le goût du travail bien qu'il eût pour compagne une courageuse femme dont l'exemple pouvait le sauver. — Ah ! l'habit noir de 1843, qu'il était loin ! Il avait fait place à la vareuse d'abord grise, puis rousse, puis d'une couleur inconnue qu'il portait l'hiver et l'été depuis plus de dix ans quand il mourut.
Leroy, sans avoir reçu une instruction soignée, avait cependant été partagé de ce côté mieux que la plupart des enfants du peuple. Sa mère qui avait été longtemps employée dans les théâtres, avait pour amie Mme Saqui, la célèbre danseuse de corde. Cette dernière se chargea de faire élever le jeune Gustave, qui n'a jamais eu de père légal ; il fut mis en pension à Versailles où il resta jusqu'à l'âge de seize ans.
En vieillissant, le chansonnier avait épuré son style et modifié sa forme ; ses dernières chansons sont mieux écrites que leurs aînées, la phrase est plus correcte, plus claire, l'écrivain se révélait. Recueillera-t-on jamais les œuvres de Gustave Leroy ? c'est peu probable. Il a bien écrit quatre cents chansons. Pingray, un membre de la Lice Chansonnière, en a réuni plus de deux cents et s'en est fait un beau volume qui sera très-recherché un jour..
Gustave Leroy mourut à l'hôpital Saint-Louis le 14 avril 1860, des suites d'une chute qu'il fit dans une maison en construction. La rampe de l'escalier n'était pas encore posée ; il monta au deuxième étage, et, pour appeler un ami qui travaillait aux étages supérieurs, il se fit un porte-voix de ses deux mains en levant la tête ; puis, pris d'un étourdissement subit, il tomba dans la cour. On le transporta chez lui, où il resta plusieurs jours. Il souffrait peu, mais le médecin déclara qu'il était en danger, et on le conduisit à l'hôpital où il resta près d'un mois.
Le colonel Staaf dit dans son livre qu'il était en état d'ivresse; je ne crois pas que ce soit une calomnie à l'adresse d'un poète ouvrier, mais c'est une regrettable erreur comme la date de sa mort qu'il donne en 1862. Gustave Leroy était né à Paris, le 6 octobre 1818.
Il reste aujourd'hui peu de goguettiers de l'époque de Gustave Leroy, sinon le père Delort, l'ex-président des Amis de la Vigne, son fanatique ami. Il porte vaillamment ses soixante-dix ans, et, comme on ne veut plus de lui dans les ateliers (il est trop vieux), ni à Bicêtre (il est trop jeune), il s'est créé un commerce et parcourt les rues de la capitale en criant le plus fort possible : « Avez-vous des chaises à  rempailler ? Voilà le rempailleur ! »

## Gustave Leroy et Charles Durand vus par Eugène Imbert en 1880
Parlant du goguettier et éditeur de goguettiers Charles Durand, Eugène Imbert écrit en juin 1880 :
Au temps où florissait Mouret, comme aujourd'hui peut-être, le budget du chansonnier ouvrier n'était rien moins que riche. Certains dimanches, huit jours après la quinzaine de paye, la bourse, au matin, était vide. Que devenir et comment répondre aux agaceries du soleil printanier ? Durand était là, providence quelque peu usurière du coupletier dans l'embarras. Mouret était autorisé, une fois pour toutes, à lui porter chaque dimanche une chanson nouvelle, actualité ou autre : ci, cinq francs. C'était une trouvaille, et la gaité dominicale couronnait dignement, grâce à une improvisation bien sentie, une semaine de labeur.
Moins heureux était Gustave Leroy dans les dernières années de sa vie. Durand lui prenait jusqu'à trois chansons par semaine, mais il ne les payait que deux francs chacune.

## Source
- La Chanson, 1er mars 1879, 2e année, numéro 15.